# Fatimata Mbaye
Fatimata Mbaye o Fatimata Me Baye, (Kaedi, Maur, 21 de diciembre de 1955) es una abogada mauritana, activista por los derechos de las mujeres y contra la esclavitud. Casada a la fuerza a la edad de 12 años logró continuar sus estudios convirtiéndose en 1985 en la primera mujer abogada del país. En 1986 fue encarcelada y torturada y estuvo prisionera durante 5 años. En 1991 participó en la creación de la Asociación Mauritana de Derechos Humanos organización que preside desde agosto de 2003. Ha recibido diversos premios internacionales, el 26 de septiembre de 1999, fue la primera africana en recibir el Premio Internacional de los Derechos Humanos de Nuremberg y en 2012 recibió el premio Traffcking in persons report, otorgado por el departamento de Estado de Estados Unidos, en recompensa a las personas que luchan contra el tráfico de seres humanos.

## Biografía
Proviene de una familia halpulaar,  musulmana y negra del sur del país. Nació en un poblado del departamento de Kaedi y se crio en la ciudad de Nuakchot donde reside. La casaron a la fuerza cuando teníaapenas  12 años con un hombre de 45 años en una unión acordada entre familiares antes de que ella naciera. A los 14 años tuvo su primera hija. Cuando Fatimata narra su vida explica que sufrió violaciones y maltrato continuo. "Cada vez que me fugaba, mis padres me devolvían a casa del marido porque esa es la tradición. Pero le pusieron la condición de que yo siguiera estudiando, y eso me salvó."
Desde primaria fue siempre la mejor de la clase y eso hizo perseverar a sus padres para apoyarla en continuar sus estudios. Estudió derecho en la universidad de Nuakchot (1981-1985) y posteriormente realizó un master en Derecho Privado convirtiéndose en la primera mujer que ejerció la abogacía en Mauritania. "Tras conocer el matrimonio forzado y ver la muerte de muchas niñas a causa de la mutilación genital mi camino no podía ser otro" ha declarado en muchas ocasiones. Inicialmente trabajó como abogada generalista y posteriormente se especializó en derechos de la infancia y derechos de las mujeres. En 2013 a pesar de que otras mujeres habían accedido a la carrera de derecho seguía siendo la única mujer en pleitear.

## Trayectoria en el activismo
En 1986 un grupo de intelectuales negros publica el Manifiesto del Negro-Mauritano oprimido. El manifiesto se discute en la reunión de los jefes de Estado africanos reunido en la conferencia de no-alineados de Zimbabue y el presidente mauritano Maaouiya Ould Sid’Ahmed Taya a su regreso de la cumbre ordena el arresto de los autores. Varios profesores y estudiantes son encarcelados y se organizan huelgas en la universidad para reclamar su liberación. En la oleada de represión Fatimata Mbaye es detenida por primera vez y pasa seis meses encarcelada por distribución ilegal de panfletos en la prisión de mujeres de Beyla. Cuando sale denuncia haber sufrido abusos.
En 1991 participó en la creación de la Asociación Mauritana de Derechos Humanos, con la que lucha por la mujer y contra la esclavitud: “Cuando sabemos de una violación, las mujeres nos cogemos de la mano y vamos a denunciarla ante el juez ”
En 1989 se produce un incidente que enfrenta a campesinos de la frontera de Mauritania y Senegal que sitúa a los dos países al borde de la guerra y el gobierno de Mauritania decide repatriar a sus nacionales. Mbaye apoya a los supervivientes y al "Comité de viudas" constituido por mujeres de militares y civiles asesinados entre 1989 y 1994. Realiza numerosas intervenciones en su defensa. Miembro fundadora de la asociación SOS-Esclavas habla en nombre de los oprimidos le que reporta en febrero de 1998 una nueva detención tras la difusión en Francia de un documental sobre las secuelas de la esclavitud en Mauritania. Fue condenada a 13 meses de cárcel y una multa de 30.000 ouguiyas por ser miembro de una asociación no autorizada. Tras una campaña internacional exigiendo su liberación el presidente del país cedió y salió de la cárcel.
En 2005 la AMDH que preside es reconocida oficialmente por el gobierno en mayo de 2005. Mbaya declara que el reconocimiento de la Asociación Mauritana de Derechos Humanos, la Gerdes y SOS-Esclavas no es suficiente dado que decenas de organizaciones similares esperan poder actuar legalmente en el país.
Habiendo sido víctima de abuso en prisión, visita regularmente en las prisiones de mujeres y de menores, al servicio de los "sin derechos" y "sin voz" que defiende gratuitamente.
El 8 de marzo de 2013, participó en una manifestación en Nuakchot para reclamar una ley contra la violencia hacia las mujeres. También reivindica la cuota del 20 % para las mujeres en el mercado de trabajo.
Entre las campañas que ha realizado se encuentra la denuncia de la violación conyugal que no está  penalizada en Mauritania.
El 10 de diciembre de 2015, el Consejo Nacional de la abogacía francesa y su equivalente italiano, relanzan el Observatorio internacional de los abogados en peligro copresidido por Fatimata Mbaye y Robert Badinter.

### Logros
Ha obtenido la primera condena por explotación de niños, el primer acto de acusación por esclavitud y la primera pena de prisión aplicada en virtud de la ley antiesclavitud de 2007.

## Vida privada
Fue obligada a casarse cuando tenía 12 años con un hombre de 45 años a causa de un acuerdo familiar entre primos realizado cuando ella todavía no había nacido. Tiene tres hijos Salimata, Baba y Tidjan. A los 14 años tuvo a su primera hija, Salimata, a los 16 al niño Baba y a los 18 otro varón: Tidjan.  A los 18 logró el divorcio con el apoyo especialmente de su madre. En 2016 tiene cinco nietos.

## Premios y reconocimientos
- El 26 de septiembre de 1999, fue la primera africana en recibir el Premio Internacional de los Derechos Humanos de Nuremberg.[3]
- 2012 premio Traffcking in persons report, otorgado por el departamento de Estado de Estados Unidos, en recompensa a las personas que luchan contra el tráfico de seres humanos.[4]
- 2015 medalla de oro de la ciudad de Grenoble.[3]
- 2015 el semanal Jeune Afrique la incluyó en la lista "Top 50, de las mujeres más poderosas de África"[11]
- 2016 recibió el premio "Mujer de coraje" del Departamento de Estado de EE. UU.[10]
- 2016 premio "Valor" del Consell de l’Advocacia Catalana[6]